# Irene Cara
Irene Cara Escalera (New York, 18 maart 1959 – Largo (Florida), 25 november 2022) was een Amerikaanse zangeres en actrice. Begin jaren 80 scoorde ze twee wereldhits met de titelsongs van de films Fame en Flashdance.

## Biografie
Cara werd geboren in The Bronx als dochter van een Puerto Ricaanse vader en een Cubaans-Amerikaanse moeder en stond als kind al in de schijnwerpers. Op vijfjarige leeftijd maakte ze haar debuut op Broadway. Enkele jaren later had ze meerdere optredens op Broadway op haar naam staan en trad zij op tijdens een concert ter ere van Duke Ellington, samen met onder anderen Stevie Wonder, Sammy Davis jr. en Roberta Flack. Cara debuteerde in 1975 op het witte doek als Angela in de romantische thriller Aaron Loves Angela.
In de succesvolle film Fame (1980) speelde Irene Cara de rol van Coco Hernandez. In deze film zong ze zowel de titelsong Fame (in 1983 een nummer 1-hit in Nederland) als het nummer Out Here On My Own. In de gelijknamige televisieserie werd de rol van Coco Hernandez niet door Cara vertolkt, maar door Erica Gimpel.
Later in 1983 zong ze ook Flashdance... What a Feeling, de titelsong van Flashdance. Voor dit nummer won ze drie Grammy Awards ('Best Original Song', 'Best Score Soundtrack for Visual Media' en 'Best Female Pop Vocal Performance') en een Golden Globe ('Best Original Song').
In haar laatste jaren leefde Irene Cara grotendeels in de anonimiteit. Ze woonde in Florida en trad zo nu en dan nog op. Verder begeleidde ze een meidengroep, genaamd Hot Caramel. Ze overleed in 2022 aan aderverkalking en hartproblemen als het gevolg van een te hoge bloeddruk.

## Discografie

### Singles
| Single met eventuele hitnotering(en) in de Nederlandse Top 40 | Datum van verschijnen | Datum van binnenkomst | Hoogste positie | Aantal weken | Opmerkingen |
| ------------------------------------------------------------- | --------------------- | --------------------- | --------------- | ------------ | ----------- |
| Fame                                                          |                       | 29-01-1983            | 1(3wk)          | 11           |             |
| Flashdance... What a Feeling                                  |                       | 30-04-1983            | 13              | 6            | Alarmschijf |

### NPO Radio 2 Top 2000
| Nummers met noteringen in de NPO Radio 2 Top 2000 | '99 | '00 | '01  | '02  | '03  | '04  | '05-'21 | '22  |
| ------------------------------------------------- | --- | --- | ---- | ---- | ---- | ---- | ------- | ---- |
| Fame                                              | 729 | 955 | 1405 | 1811 | 1425 | 1875 | -       | 1698 |
| Flashdance... What a Feeling                      | -   | -   | 1699 | -    | 1904 | 1827 | -       | -    |

1. ↑  Een '-' betekent dat het nummer niet was genoteerd en een vetgedrukt getal geeft de hoogste notering van een nummer aan.
2. ↑  Deze tabel is bijgewerkt tot en met de laatste editie (2024).